# ماريانا ماتيوز
ماريانا ماتيوز (بالصربية: Маријана Матеус) هي سيدة أعمال صربية ولدت في يوم 27 سبتمبر 1971 في مدينة فرباس. هي مؤسسة ومديرة شركة لوكس يونيفورمس للأزياء والمجوهرات. أكملت دراستها في الأزياء في نيويورك. تزوجت مرتين أولها من رجل الأعمال الصربي ميودراغ كوستيتش من سنة 1990 وتطلقت منه في سنة 1999. في سنة 2003 تزوجت للمرة الثانية من لاعب كرة القدم الألماني الشهير لوثار ماثيوس وتطلقا في سنة 2009. لها ثلاثة أطفال من زوجها الأول.